# Primera Divisió 2003-2004
La Primera Divisió 2003-2004 fu la nona edizione del campionato andorrano di calcio disputato tra il 21 settembre 2003 e il 4 aprile 2004 e concluso con la vittoria del FC Santa Coloma, al suo terzo titolo.
Capocannoniere del torneo fu Jorge Filipe Sa Silva Carneiro (UE Sant Julià) con 16 reti.

## Formula
Le squadre partecipanti furono 8 e il campionato venne diviso in due fasi. Nella prima parte della stagione le squadre si incontrarono in un turno di andata e ritorno per un totale di 14 partite. Le prime 4 furono inserite in un girone playoff mentre le rimanenti 4 giocarono in un girone al termine del quale l'ultima fu retrocessa in Segona Divisió.
La vincente fu qualificata alla Coppa UEFA 2004-2005 e la seconda classificata alla Coppa Intertoto 2004.

## Squadre partecipanti
| Club                  | Città               | Posizione 2002-03   |
| --------------------- | ------------------- | ------------------- |
| FC Lusitanos          | Andorra la Vella    | 5°                  |
| FC Encamp             | Encamp              | 2°                  |
| Inter Club d'Escaldes | Escaldes-Engordany  | 4°                  |
| FC Rànger's           | Andorra la Vella    | 7°                  |
| Principat             | Andorra la Vella    | 6°                  |
| FC Santa Coloma       | Santa Coloma        | Campione di Andorra |
| UE Sant Julià         | Sant Julià de Lòria | 3°                  |
| UE Engordany          | Escaldes-Engordany  | Segona Divisió      |

Tutte le partite furono disputate nello Estadi Comunal d'Aixovall.

## Stagione regolare
|  | Pos. | Squadra               | Pt | G  | V  | N | P  | GF | GS | DR  |
|  | ---- | --------------------- | -- | -- | -- | - | -- | -- | -- | --- |
|  | 1.   | FC Santa Coloma       | 34 | 14 | 11 | 1 | 2  | 34 | 13 | +29 |
|  | 2.   | UE Sant Julià         | 32 | 14 | 10 | 2 | 2  | 47 | 13 | +34 |
|  | 3.   | FC Rànger's           | 27 | 14 | 8  | 3 | 3  | 30 | 11 | +19 |
|  | 4.   | FC Encamp             | 24 | 14 | 7  | 3 | 4  | 27 | 11 | +16 |
|  | 5.   | CE Principat          | 20 | 14 | 6  | 2 | 6  | 29 | 31 | -2  |
|  | 6.   | FC Lusitanos          | 12 | 14 | 3  | 3 | 8  | 11 | 21 | -10 |
|  | 7.   | Inter Club d'Escaldes | 7  | 14 | 2  | 1 | 11 | 13 | 34 | -21 |
|  | 8.   | UE Engordany          | 4  | 14 | 1  | 1 | 12 | 10 | 67 | -57 |

Legenda:

      Ammessa ai play-off
      Ammessa ai play-out
Note:

Tre punti a vittoria, uno a pareggio, zero a sconfitta.

## Seconda fase
Le squadre mantengono i punti conquistati nella prima fase.

### Playoff
|                    | Pos. | Squadra         | Pt | G  | V  | N | P | GF | GS | DR  |
| ------------------ | ---- | --------------- | -- | -- | -- | - | - | -- | -- | --- |
| Andorra (bandiera) | 1.   | FC Santa Coloma | 45 | 20 | 14 | 3 | 3 | 44 | 21 | +23 |
|                    | 2.   | UE Sant Julià   | 43 | 20 | 13 | 4 | 3 | 57 | 18 | +39 |
|                    | 3.   | FC Rànger's     | 34 | 20 | 10 | 4 | 6 | 34 | 17 | +17 |
|                    | 4.   | FC Encamp       | 28 | 20 | 8  | 4 | 8 | 31 | 20 | +11 |

### Playout
|  | Pos. | Squadra               | Pt | G  | V | N | P  | GF | GS | DR  |
|  | ---- | --------------------- | -- | -- | - | - | -- | -- | -- | --- |
|  | 5.   | CE Principat          | 31 | 20 | 9 | 4 | 7  | 52 | 41 | +11 |
|  | 6.   | FC Lusitanos          | 21 | 20 | 5 | 6 | 9  | 24 | 29 | +13 |
|  | 7.   | Inter Club d'Escaldes | 12 | 20 | 3 | 3 | 14 | 20 | 43 | -23 |
|  | 8.   | UE Engordany          | 11 | 20 | 3 | 2 | 15 | 20 | 93 | -73 |

Legenda:

      Campione di Andorra e qualificato alla Coppa UEFA
      Qualificato alla Coppa Intertoto
      Retrocessa in Segona Divisió
Note:

Tre punti a vittoria, uno a pareggio, zero a sconfitta.

### Verdetti
- Campione di Andorra: FC Santa Coloma
- Qualificato alla Coppa UEFA: FC Santa Coloma
- Qualificato alla Coppa Intertoto: UE Sant Julià
- Retrocesse in Segona Divisió: UE Engordany